# Albert Einstein Award
Der Albert Einstein Award ist ein vom Lewis and Rosa Strauss Memorial Fund über das Institute for Advanced Study (IAS) vergebener Physik-Preis, der zu Albert Einsteins 70. Geburtstag gestiftet wurde. Einstein war Mitglied am IAS und Lewis Strauss in dessen Board of Trustees. Im Komitee für den ersten Preis war auch Einstein vertreten.  Anfangs war es mit einem Preisgeld von 15000 Dollar verbunden, später auf 5000 Dollar reduziert. Er wird seit 1951 verliehen.
Er sollte nicht mit der Albert-Einstein-Medaille verwechselt werden, ist aber ebenfalls mit einer Medaille verbunden, weshalb er manchmal auch als Einstein-Medaille bezeichnet wird. Es gibt auch noch mehrere andere nach Einstein benannte Preise wie der Albert Einstein Commemorative Award in Science der Yeshiva University, den Einstein Award der SolarWorld AG, den Albert Einstein Friedenspreis, einen israelischen Einstein Award und den Albert Einstein World Award of Science des World Cultural Council.

## Preisträger
Die Liste ist unvollständig
- 1951: Kurt Gödel, Julian Seymour Schwinger
- 1954: Richard Feynman
- 1956: John von Neumann
- 1958: Edward Teller
- 1959: Willard Libby
- 1961: Luis Walter Alvarez
- 1965: John Archibald Wheeler
- 1969: Marshall Rosenbluth
- 1970: Juval Ne’eman
- 1972: Eugene Paul Wigner
- 1978: Stephen Hawking[1]
- 1979: Tullio Regge[2]